# Mendeleev Communications
Mendeleev Communications (abrégé en Mendeleev Commun.) est une revue scientifique à comité de lecture qui publie des articles de recherches originales sous forme de communications dans tous les domaines de la chimie.
D'après le Journal Citation Reports, le facteur d'impact de ce journal était de 1,34 en 2014. L'actuel directeur de publication est O. M. Nefedov de l'académie des sciences de Russie.

## Histoire
Le journal est lancé en 1991 conjointement par l'académie des sciences de Russie et la Royal society of chemistry pour être ensuite publié par Elsevier Science depuis 2007. 